# Franz Sales Bauer (Abt)

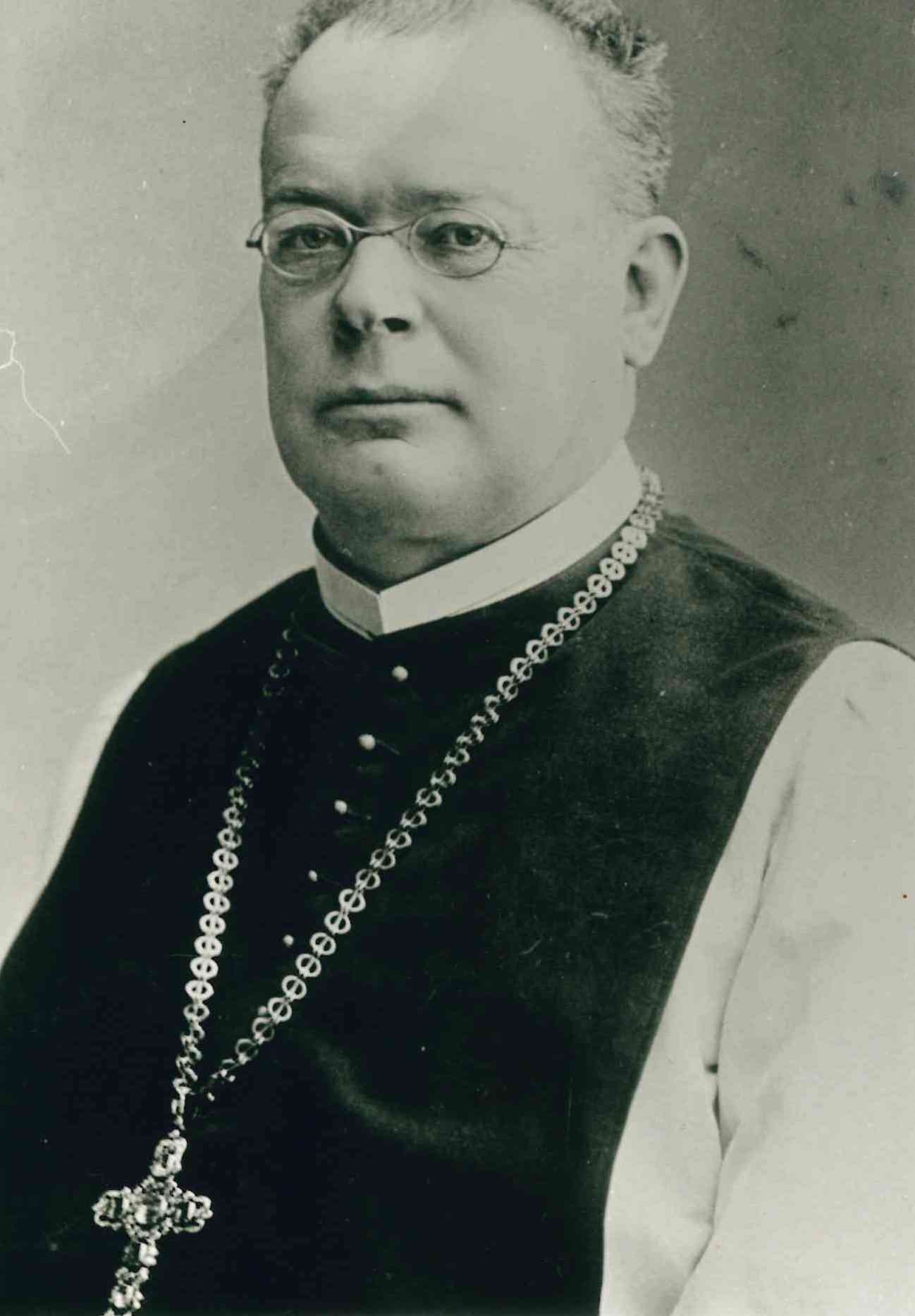
Franz Sales Bauer

Franz Sales Bauer OCist (* 28. April 1849 in St. Pankrazen; † 31. Mai 1912 in Mayerling bei Heiligenkreuz) war ein österreichischer Priestermönch und der 49. Abt des Zisterzienserstiftes Rein.

## Leben

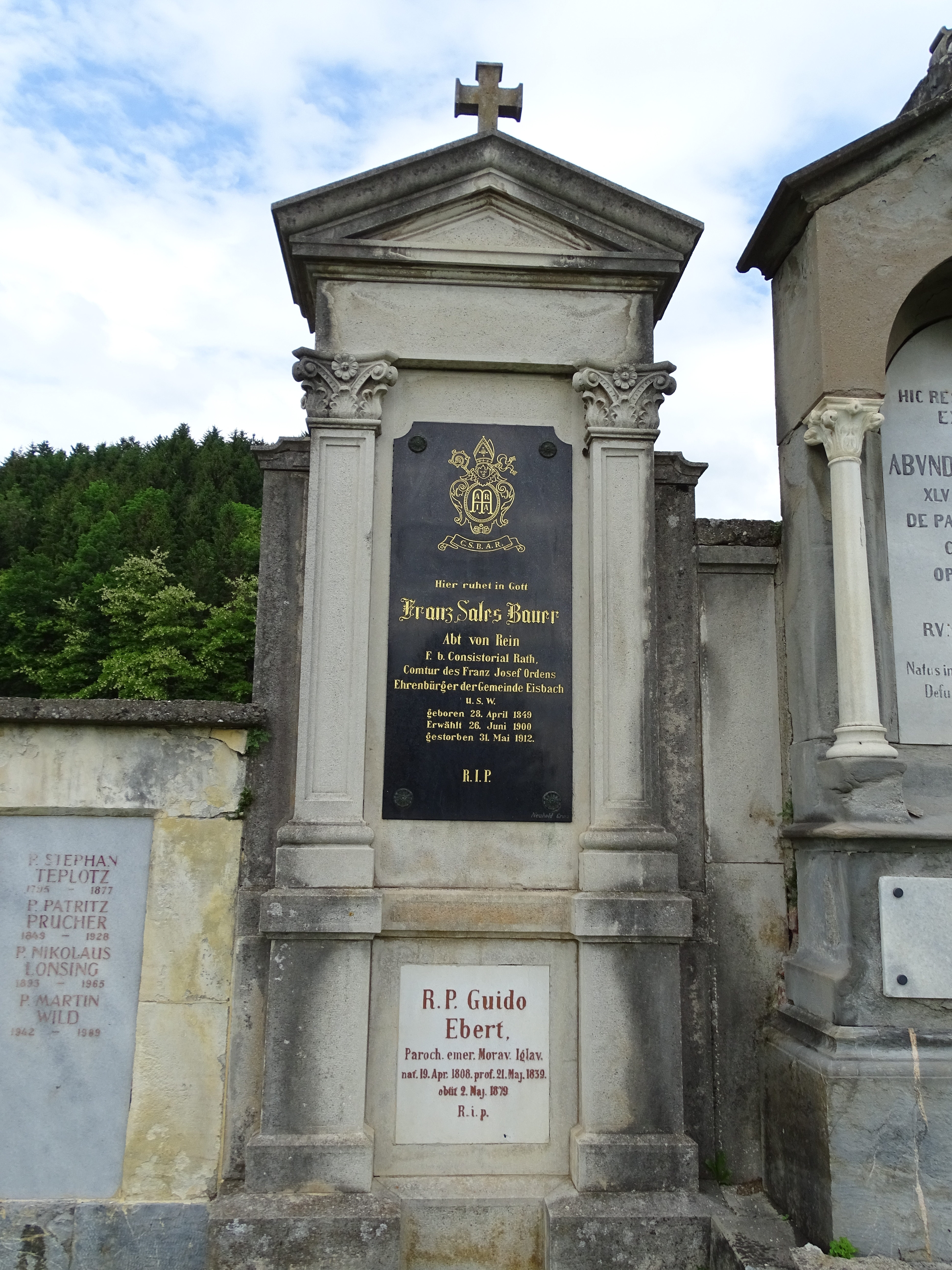
Der Grabstein von Franz Sales Bauer am Friedhof Stift Rein-Eisbach

Alexander Bauer wurde als Sohn eines Schullehrers in St. Pankrazen in der Steiermark geboren. Am 6. November 1873 legte er die ewige Profess im Stift Rein ab und nahm den Ordensnamen Franz Sales an. Am 12. Februar 1874 empfing er die Priesterweihe. 
Ab 1875 war er Chorleiter des Stiftes, bis er ab 1889 als Klerikerpräfekt in Graz fungierte. 1890 legte er diese Funktion mit der Ernennung zum Stiftshofmeister am 1. März nieder, bevor er am 26. Juni 1900 schließlich zum Abt gewählt wurde. Seine Benediktion fand am 19. Juli 1900 statt. Er fungierte außerdem als Konsistorialrat und war 1908 Komtur des Franz-Joseph-Ordens. Zu seinen umfangreichen Tätigkeiten gehörte auch seine Funktion als Obmann des Kuratoriums des Verbandes zur Bekämpfung der Tuberkulose in der Steiermark und als Anwaltsstellvertreter des Verbandes der landwirtschaftlichen Genossenschaft in der Steiermark sowie seine Mitgliedschaft im Bezirksausschuss Graz-Umgebung und der Gemeinde Eisbach-Rein. Des Weiteren war er als begeisterter Ornithologe Ehrenmitglied des Geflügelzuchtvereines. Er sammelte Geigen und ließ in Rein ein Naturalienkabinett errichten.

## Resignation als Abt
Nach Beschwerden des Reiner Konvents 1909 gegen Abt Franz Sales Bauer aufgrund von Unzufriedenheit mit dessen finanzieller Gebarung und einer Klageschrift Ende November, forderten fünf Patres am 2. Dezember des Jahres offen seine Resignation. Nach einer dreitägigen Untersuchung durch den Generalvikar (der damalige Titel des heutigen Abtpräses) vom 2. bis 5. Dezember 1909, wurde der Abt zur Wiederherstellung seiner Gesundheit in einen zweijährigen Urlaub entlassen, welchen er außerhalb der Steiermark zu verbringen hatte. In der Zwischenzeit wurde einer der Hauptbeschwerdeführer, P. Ernst Kortschak zum Prior regens ernannt und mit der Leitung des Stiftes beauftragt. Es folgte noch am 5. Dezember die Resignation des Abtes. Obwohl sich die Stimmung im Stift 1911 gegenüber dem Abt beruhigt zu haben scheint, wurde die Bestellung Kortschaks zum Prior regens im März 1912 verlängert. Bereits zwei Monate später, am 31. Mai 1912, verstarb Franz Sales Bauer in Mayerling und wurde in Rein beigesetzt.